# Pedro Arico Suárez
Pedro Arico Suárez (5 de juny de 1908 - 18 d'abril de 1979) fou un futbolista argentí.

## Selecció de l'Argentina
Va formar part de l'equip argentí a la Copa del Món de 1930.